# Road to Zanzibar
Road to Zanzibar (bra: A Tentação de Zanzibar) é um filme de comédia de 1941 dirigido por Victor Schertzinger e protagonizado por Bob Hope, Bing Crosby e Dorothy Lamour. 

## Sinopse
Chuck Reardon (Bing Crosby) e Fearless Frazier (Bob Hope) vão para Zanzibar e enfrentarão muitas confusões na selva até encontrar uma mina de diamantes.

## Elenco
- Bing Crosby - Chuck Reardon
- Bob Hope - Hubert "Fearless" Frazier
- Dorothy Lamour - Donna Latour
- Una Merkel -  Julia Quimby
- Eric Blore - Charles Kimble